# Kalmar KVD 440
O Kalmar KVD 440, fabricado pela empresa sueca Kalmar Verkstad em parceria com a DAF, também pode ser considerado como uma versão do DAF 44, pois tinha a mesma mecânica e o mesmo chassis, mas tinha uma carroceria especialmente desenvolvida para atender a uma demanda do correio sueco.
A escolha pela parceria com a DAF decorre da opção em construir um veículo com transmissão continuamente variável (Câmbio CVT), e, naquela época o melhor sistema disponível era o Variomatic.
Essa versão:
- Pesava 1.330 Kg e tinha uma carga adicional de 450 Kg, o que reduzia sua velocidade máxima para 100 Km/h;
- Só tinha o assento do motorista (nos primeiros exemplares entregues ao correio sueco);
- Tinha uma porta de correr do lado oposto ao do motorista que dava acesso a uma área de carga para as encomendas;
- Tinha uma porta traseira dividida horizontalmente, de modo que a parte superior era aberta para cima e a parte inferior era aberta para baixo, o que permitia carregar volumes maiores com uma dessas portas trafegando aberta (não em todas as versões);
- Foi apelidada pelos suecos de "Tjörven";
- Teve suas primeiras unidades entregues ao correio sueco em 1968.[1][2]